# فوژهرولز، اندر
فوژهرولز، اندر (به فرانسوی: Fougerolles) یک کمون در فرانسه است که در اندر واقع شده‌است. فوژهرولز ۱۷٫۱۷ کیلومتر مربع مساحت و ۳۲۶ نفر جمعیت دارد و ۲۵۰ متر بالاتر از سطح دریا واقع شده‌است.